# Tisztviselőtelep
Tisztviselőtelep est un quartier situé dans le 8e arrondissement de Budapest. Sa trame urbaine est caractérisée par des lotissements de maisons de ville construits pour héberger les fonctionnaires de l'État hongrois à la fin du XIXe siècle.

## Périmètre
Selon l'arrêté du 12 décembre 2012 (94/2012. (XII. 27.), annexe 31) de l'assemblée métropolitaine de Budapest, le périmètre du quartier est le suivant : Orczy út-Vajda Péter utca-Könyves Kálmán körút-Üllői út.